# Единая награда воинской части (подразделению)
Единая награда воинской части (подразделению) (англ. Joint Meritorious Unit Award) — военная награда для воинских формирований США.

## История
Награда была учреждена 4 июня 1981 года министром обороны Каспаром Уайнбергером. Первой организацией, которая получила награду 30 сентября 1982 года, была Electronic Warfare During Close Air Support Joint Test Force (с англ. — «Силы радиоэлектронной борьбы при непосредственной авиационной поддержке на объединённых испытаниях»).
Военнослужащие США кроме своих личных наград носят на униформе награды, которых было удостоено их подразделение. Эти награды носятся отдельно от личных наград на правой стороне груди с рисунком в виде лавровых листьев. Повторные награждения также отмечаются кластерами (дубовая веточка, листок, звездочка, буква, цифра, бриллиант), размещаемыми на ленточке.